# قرار مجلس الأمن التابع للأمم المتحدة رقم 1961
قرار مجلس الأمن التابع للأمم المتحدة رقم 1961، الذي اتخذ بالإجماع في 17 ديسمبر 2010، بعد أن ذكر بالقرارات السابقة بشأن الحالة في ليبيريا، جدد المجلس حظر الأسلحة المفروض على البلاد وعقوبات السفر المفروضة على الأشخاص الذين هددوا عملية السلام لمدة اثني عشر شهرًا أخرى.

## القرار

### أعمال
عملا بالفصل السابع من ميثاق الأمم المتحدة، تم تمديد القيود المفروضة على السفر وحظر الأسلحة لمدة اثني عشر شهرا إضافية. وكان من المقرر أن تظل العقوبات المالية التي فُرضت في عام 2004 سارية المفعول، بالنظر إلى عدم إحراز تقدم في تنفيذ الإجراءات المالية. وأعلن المجلس أنه في حالة استيفاء الشروط ستتم مراجعة العقوبات والتي تشمل تجميد أصول الرئيس السابق تشارلز تيلور.
أخيرًا، تم تمديد تفويض لجنة خبراء مراقبة العقوبات لمدة عام حتى 16 ديسمبر 2011.